# Requins d'acier (film, 1943)
Pour les articles homonymes, voir Requins d'acier.
Pour plus de détails, voir Fiche technique et Distribution.
Requins d'acier (Crash Dive) est un film américain en Technicolor réalisé par Archie Mayo, sorti en 1943.

## Synopsis
Durant la guerre, le lieutenant de vaisseau Stewart, récemment muté sur le sous-marin Corsaro, et le commandant Connors aiment, sans le savoir, la même femme, l'institutrice Jean Hewlett.

## Fiche technique
- Titre : Requins d'acier
- Titre original : Crash Dive
- Réalisation : Archie Mayo, assisté d'Otto Brower (non crédité)
- Scénario : Jo Swerling, d'après une histoire originale de W. R. Burnett
- Producteurs : Milton Sperling, Lee S. Marcus (non crédité), William Goetz producteur exécutif (non crédité) et Darryl F. Zanuck producteur exécutif (non crédité)
- Société de production et de distribution : 20th Century Fox
- Photographie : Leon Shamroy
- Montage : Ray Curtiss et Walter Thompson
- Musique : David Buttolph
- Direction artistique : Richard Day et Wiard Ihnen
- Décors : Paul S. Fox et Thomas Little
- Costumes : Earl Luick et Sam Benson
- Pays de production :  États-Unis
- Langue : anglais
- Format : couleur (Technicolor) - 35 mm - 1,37:1 - Son Mono (Western Electric Recording)
- Genre : Drame de guerre
- Durée : 106 min
- Dates de sortie : 
  - États-Unis : 28 avril 1943 (première à New York)
  - France : 25 juillet 1946

## Distribution
- Tyrone Power : lieutenant Ward Stewart
- Anne Baxter : Jean Hewlett
- Dana Andrews : lieutenant commandant Dewey Connors
- James Gleason : chef Mike 'Mac' McDonnell
- Dame May Whitty : grand-mère
- Harry Morgan : Brownie
- Ben Carter (en) : Oliver Cromwell Jones
- Steve Forrest : le marin
- Charley Grapewin : Pop
- John Mylong (non crédité) : le capitaine d'un sous-marin